# Graham Chapman
Graham Arthur Chapman (Leicester (Engeland), 8 januari 1941 - Maidstone, 4 oktober 1989) was een Engels acteur, komiek, schrijver en arts. Hij stond vooral bekend als lid van de Britse komische groep Monty Python.

## Biografie
Hij werd geboren terwijl er een Duitse luchtaanval plaatsvond. Zijn vader was een belangrijke politie-inspecteur.
Chapman studeerde geneeskunde aan St. Bart's Hospital Medical College en behaalde ook zijn artsexamen, maar heeft nooit de geneeskunde uitgeoefend. In Cambridge nam hij deel aan een reeks van komedierevues van de Cambridge Footlights, broedplaats van Brits komisch talent, en kort na het afronden van zijn medische studie realiseerde Graham zich wat hij met zijn leven wilde doen: komedie spelen als beroep. In de jaren 60 werd hij tekstschrijver voor David Frost en Marty Feldman. In 1967 maakte Chapman samen met John Cleese, Tim Brooke-Taylor en Marty Feldman het komische programma At Last the 1948 Show (waarvan veel afleveringen inmiddels verloren zijn gegaan). Hij werkte met dezelfde mensen samen in The David Frost Report en How to Irritate People.

## Monty Python's Flying Circus
In 1969 vormde Graham samen met Cleese en Eric Idle, Michael Palin, Terry Jones en Terry Gilliam de groep Monty Python. Hun BBC-reeks Monty Python's Flying Circus, die in eerste instantie kort op tv verscheen werd later een enorm succes. Hun bizarre, chaotische en onlogische humor was origineel en vond veel weerklank bij een groot publiek in Engeland.
Voordat de show in de VS op tv vertoond werd dacht men dat Amerikanen Monty Python veel te Brits zouden vinden om het grappig te vinden. Maar de niet-commerciële zender PBS (Public Broadcasting Services), die de shows uitzond had nooit een groter publiek dan toen het in de vroege jaren 70  Monty Python op tv vertoonde. De klassieke sketches zijn sindsdien standaard universitaire humor geworden. Ook in Nederland was de serie een groot succes en nog steeds wordt deze weleens op tv herhaald.
De Pythonhumor had zoveel succes dat de fans complete sketches zoals de Dead Parrot Sketch uit hun hoofd kenden. Chapman was een opvallend figuur in de groep met zijn lange, blonde gestalte en zijn dwaze personages, vaak met een bloedserieus gezicht.

## Homo
Chapman was openlijk homoseksueel en was open over zijn langdurige verhouding met schrijver David Sherlock, met wie hij 24 jaar heeft samengewoond. Zij adopteerden een weggelopen tiener, genaamd John Tomiczek. Toen Chapman uit de kast kwam stuurde een kijkster die daarvan hoorde de Pythons een boze brief, waarin ze naar een Bijbelpassage verwees waarin staat dat homo's gestenigd dienen te worden. De Pythons wisten allang dat Chapman homo was, en Eric Idle schreef haar terug: "We hebben uitgezocht om wie het gaat, en we hebben hem gestenigd." Dit was toevallig kort voor John Cleese de groep verliet, en Chapman vroeg zich in zijn boek Graham Crackers af wat de vrouw daarvan gedacht moet hebben.

## Acteur
Chapman speelde Koning Arthur in Monty Python and the Holy Grail (1975) en de titelrol in Monty Python's Life of Brian (1979). De rol van Arthur viel behoorlijk moeilijk door zijn alcohol-probleem, omdat hij last kreeg van delirium tremens. Het spelen van de rol van Brian verliep beter omdat Chapman twee jaar eerder, in 1977, gestopt was met drinken. In de jaren 80 gingen de meeste Pythonleden hun eigen onafhankelijke projecten doen en verdween de groep langzaam uit beeld. In 1980 bracht Chapman het boek A Liar's Autobiography uit. In 1983 schreef en speelde Chapman mee in de film Yellowbeard geschreven door zijn partner David Sherlock, die voornamelijk negatieve kritieken ontving.

## Alcoholisme
In 1988 begon Chapman te werken aan een andere serie. Op dat moment ging zijn gezondheid echter achteruit, door zijn eerdere alcoholmisbruik in de jaren 70. In november 1988 bleek hij bij een tandartsconsult een kwaadaardige tumor op zijn keelamandel te hebben, die daarna chirurgisch werd verwijderd. Later bleek hij ook een uitzaaiing in de wervelkolom te hebben, die moest worden verwijderd, waardoor hij in een rolstoel belandde. Gedurende het laatste halfjaar van 1989 onderging hij een reeks operaties en bestralingen. Maar de kanker kwam steeds weer terug. Op 1 oktober 1989 werd hij in het ziekenhuis opgenomen na een ernstig herseninfarct. Drie dagen later overleed Graham Chapman op 48-jarige leeftijd door complicaties ten gevolge van nog een beroerte en gemetastaseerde keelkanker. Behalve zijn levenspartner David, zijn broer en schoonzuster waren ook de Python-leden Michael Palin en John Cleese aanwezig, hoewel de heftig geëmotioneerde Cleese de kamer verliet.

## Overlijden
Chapman overleed één dag voor de geplande viering van de twintigste verjaardag van de eerste aflevering van Monty Python's Flying Circus. Terry Jones noemde het daarom "the worst case of party-pooping in all history" ("het ergste geval van pret-bederven aller tijden"). 
Bij zijn herdenkingsdienst spraken de overgebleven Pythonleden in de typische Pythonstijl. John Cleese zei dat hij zich goed voor kon stellen wat Chapman over die dienst zou wensen: "I want you to become the first person ever at a British memorial service to say fuck" ("Ik wil dat jij de eerste persoon ooit wordt die bij een Britse herdenkingsdienst het woord "fuck" in de mond neemt"). Ook zei Cleese dat Chapman het hem nooit vergeven zou hebben als Cleese niet iedereen zou choqueren namens Chapman. Daarom sprak hij ook, uit liefde, de volgende woorden: "Good riddance to him, the freeloading bastard. I hope he fries". ("Goed dat hij dood is, de klaploper, ik hoop dat hij brandt in de hel"). 
De overige Pythons hebben naderhand toegegeven dat Chapman niet makkelijk was om mee te werken. Geruchten over een hereniging van de Pythons namen na Chapmans dood sterk af. Bij een aantal reünies na zijn dood werd Chapman vertegenwoordigd door een urn die zijn as zou bevatten. Tijdens het Aspen Comedy Arts Festival in 1998 werd de urn 'per ongeluk' omgestoten door Terry Gilliam, waardoor de inhoud op het podium terechtkwam. De 'as' werd vervolgens opgezogen met een stofzuiger. 

## Bron
- Uittenbogaard, Theo, Last Orders, Please  (30 jaar na de dood van Graham Chapman). Ronald van den Boogaard (17 september 2019).

- Bibsys: 90080742
- Biblioteca Nacional de España: XX1657068
- Bibliothèque nationale de France: cb13932806h (data)
- Catàleg d'autoritats de noms i títols de Catalunya: 981058611285506706
- CiNii: DA04817668
- Gemeinsame Normdatei: 124219713
- International Standard Name Identifier: 0000 0001 2099 1743
- Library of Congress Control Number: n82022160
- MusicBrainz: fba8bfe7-076f-45ef-8520-d919b3aba9b3
- Bibliotheek van het Japanse parlement: 01042008
- Nationale Bibliotheek van Tsjechië: jn20000700757
- Nationale bibliotheek van Australië: 36166234
- Nationale Bibliotheek van Israël: 987007429774405171
- Nationale Bibliotheek van Polen: a0000001962686
- Nationale en Universitaire bibliotheek Zagreb: 000458423
- Nederlandse Thesaurus van Auteursnamen: 071593187
- Istituto Centrale per il Catalogo Unico: LO1V018687
- LIBRIS: 331787
- SNAC: w6cn8g2h
- Système universitaire de documentation: 032143567
- Trove: 1222870
- Virtual International Authority File: 12494858
- WorldCat: E39PBJdrDXvYwfJX3BFP8f4cyd